# Aechmea werdermannii
Espèce
Classification phylogénétique
Aechmea werdermannii est une espèce de plantes de la famille des Bromeliaceae, endémique de la forêt atlantique (mata atlântica en portugais) au Brésil.

## Distribution
L'espèce est endémique des États d'Alagoas et Pernambuco au Brésil.

## Description
L'espèce est hémicryptophyte.